# حديقة قلعة بريمستون هيل الوطنية
تعد حديقة قلعة بريمستون هيل الوطنية (بالإنجليزية: Brimstone Hill Fortress National Park)‏ من مواقع التراث العالمي لليونسكو، تقع القلعة على تلة في جزيرة سانت كيتس في دولة سانت كيتس ونيفيس في شرق البحر الكاريبي. تم تصميم القلعة من قبل المهندسين العسكريين البريطانيين، وتم بناؤها وصيانتها من قبل العبيد الأفارقة. تعتبر القلعة واحدة من أفضل التحصينات المحافظ عليها بشكل جيد في الأمريكتين.
تم بناء مجمع التحصينات في بريمستون هيل، وهي تلة شديدة الانحدار تقع بالقرب من البحر على الساحل الغربي الكاريبي لمنطقة سانت كيتس.

## التاريخ المبكر

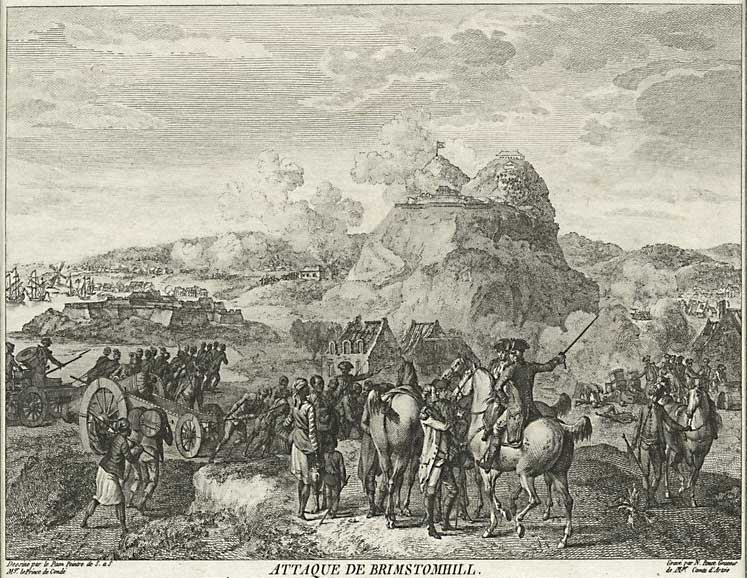
معركة سانت كيتس (1782)

تم تركيب المدفع لأول مرة في بريمستون هيل في عام 1689 خلال حرب السنوات التسع، بواسطة جان بابتيست دو كاس، عندما استخدمها الفرنسيون للاستيلاء على حصن تشارلز الإنجليزي. استخدم الإنجليز بقيادة السير كريستوفر كودرينجتون نفس التكتيك لاستعادة القلعة بعد ذلك بعام. ومنذ ذلك الحين، استخدم الإنجليز التل كحصن، حيث قاموا بتركيب مدفع 24 رطلاً، مستفيدين من ارتفاع التلة البالغ 972 قدمًا.
في عامي 1711 و 1731، دمر البرق مستودع البارود. وبحلول عام 1736، كان للقلعة 49 بندقية. منذ عام 1795، خدم 40 عضوًا من «فيلق القديس كريستوفر للعبيد المجسدين» في الحصن، مسلحين بالرماح والسيوق المقوسة. :77–78,80
بحلول عام 1780، اعتبر الحصن منيعاً، واطلق عليه اسم «جبل طارق الكاريبي».:93 في 11 يناير 1782، قام الفرنسيون بقيادة الأميرال فرانسوا جوزيف بول دي جراس وفرانسوا كلود أمور، بحصار الحصن. خلال الحصار، استسلمت جزيرة نيفيس المجاورة، وتم إحضار بنادق من حصن تشارلز وقلاع صغيرة أخرى إلى سانت كيتس لاستخدامها ضد بريمستون هيل. لم يستطع الأدميرال البريطاني هود مقاومة دي جراس، وبعد شهر من الحصار، استسلمت الحامية البريطانية. ومع ذلك، وبعد عام، أعادت معاهدة باريس (1783) سانت كيتس وبريمستون هيل إلى الحكم البريطاني، إلى جانب جزيرة نيفيس المجاورة. بعد هذه الأحداث، نفذ البريطانيون برنامجًا لزيادة الحصون وتقويتها، ولم تقع بريمستون هيل مرة أخرى بأيدي قوة معادية. حاولت البحرية الفرنسية استعادة القلعة عام 1806 لكنها فشلت.
داهم الأدميرال الفرنسي إدوارد توماس بورغيس دي ميسيسي الجزيرة ونجح في تفجير مستودع البارود في عام 1805. بعد نهاية الحروب النابليونية، تم حل الميليشيات المحلية في جميع أنحاء منطقة البحر الكاريبي في عام 1838.:109 
تم التخلي عن القلعة من قبل البريطانيين في عام 1853، وتم حل الميليشيات في عام 1854.:120 بدأت الهياكل تتدهور تدريجياً من خلال التخريب المتعمد وأيضاً من خلال العمليات الطبيعية.

## القرن ال 20
بدأ ترميم الهياكل المتبقية للقلعة في أوائل القرن العشرين. في عام 1973، أعاد الأمير تشارلز فتح أول منطقة يتم ترميمها بالكامل. في عام 1985، أعلنت الملكة البريطانية إليزابيث الثانية عن قرار يعتبر بريمستون هيل كمنتزه وطني. وأعلن التشريع في عام 1987 رسمياً أن بريمستون هيل هي حديقة وطنية، وأعلن عنها كموقع التراث العالمي لليونسكو في عام 1999.

## القرن ال 21
المناطق التي يمكن زيارتها في حديقة بيرمستون هيل تشمل قلعة فورت جورج، والمنطقتين الغربية والشرقية لمكان تجمع قوات الحصن، والتي يمكن الوصول إليها جميعًا عبر المشي بطريق منحدر من منطقة وقوف السيارات. يمكن للزوار أيضًا زيارة الجدار الذي خرقه الفرنسيون عام 1782 عندما سيطروا على الجزيرة.

## معرض صور

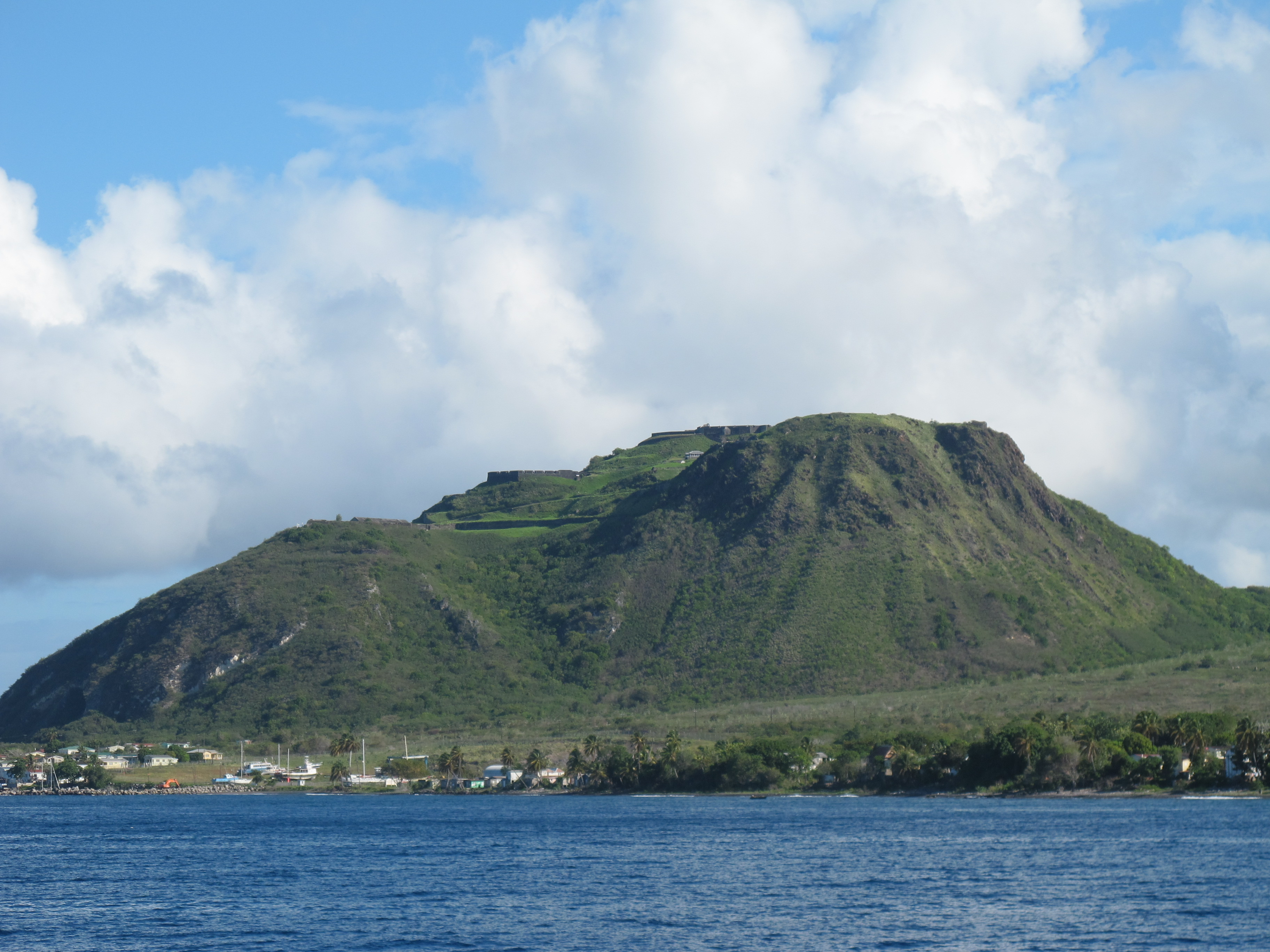
صورة بريمستون هيل من البحر
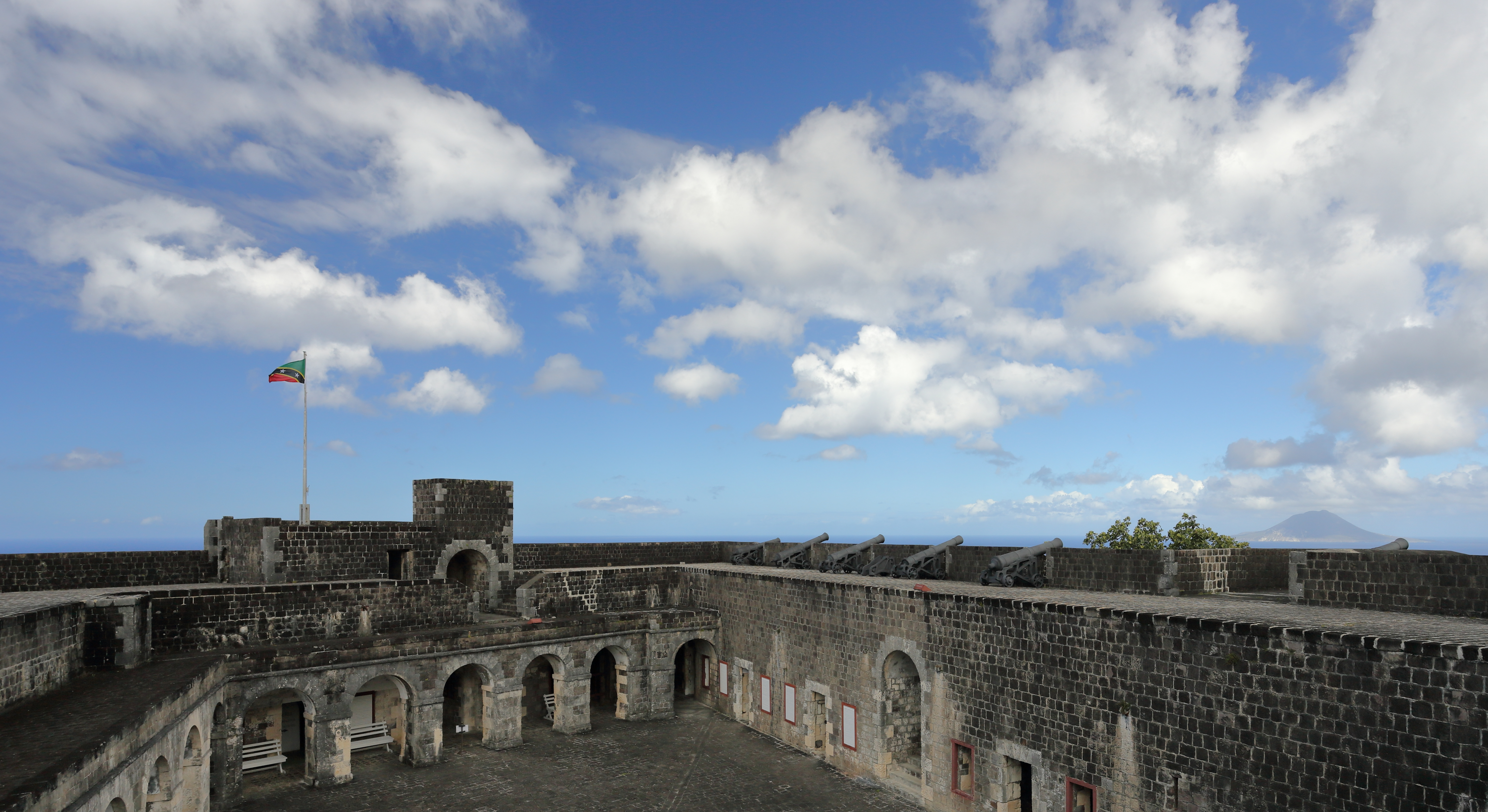
قلعة فورت جورج
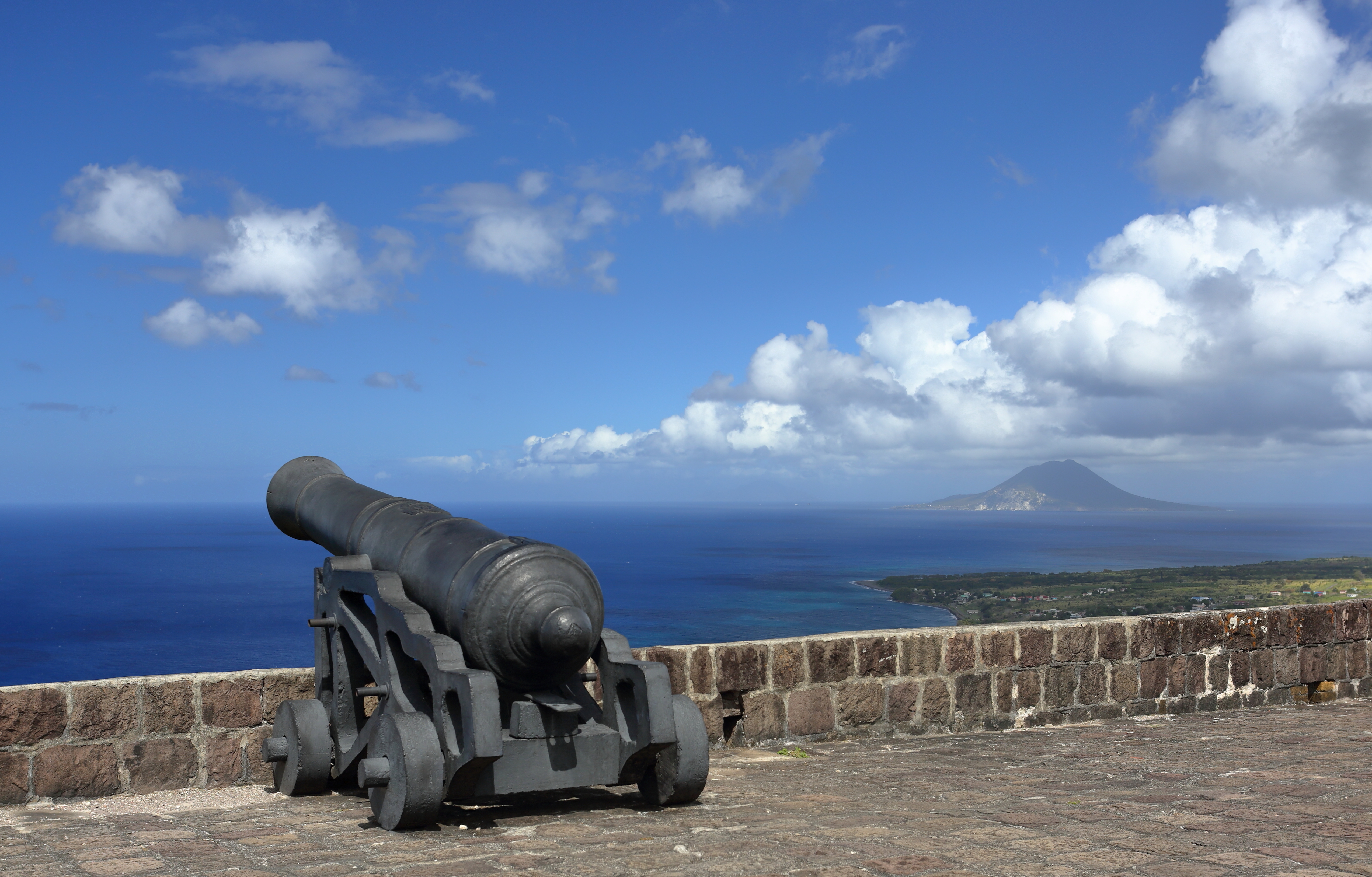
مدفع وجزيرة سنت اوستاتيوس
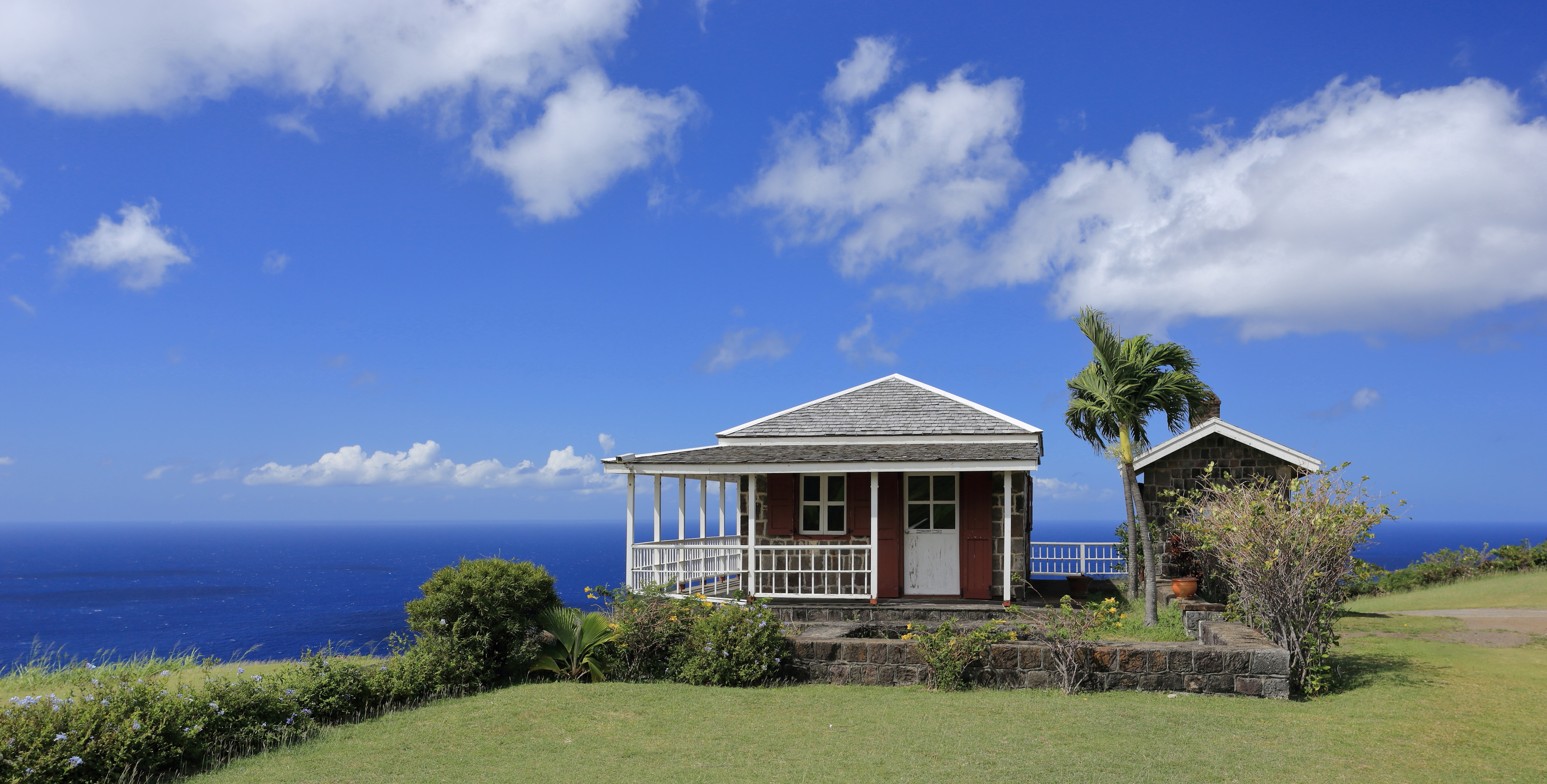
مبنى في مركز التوجيهات
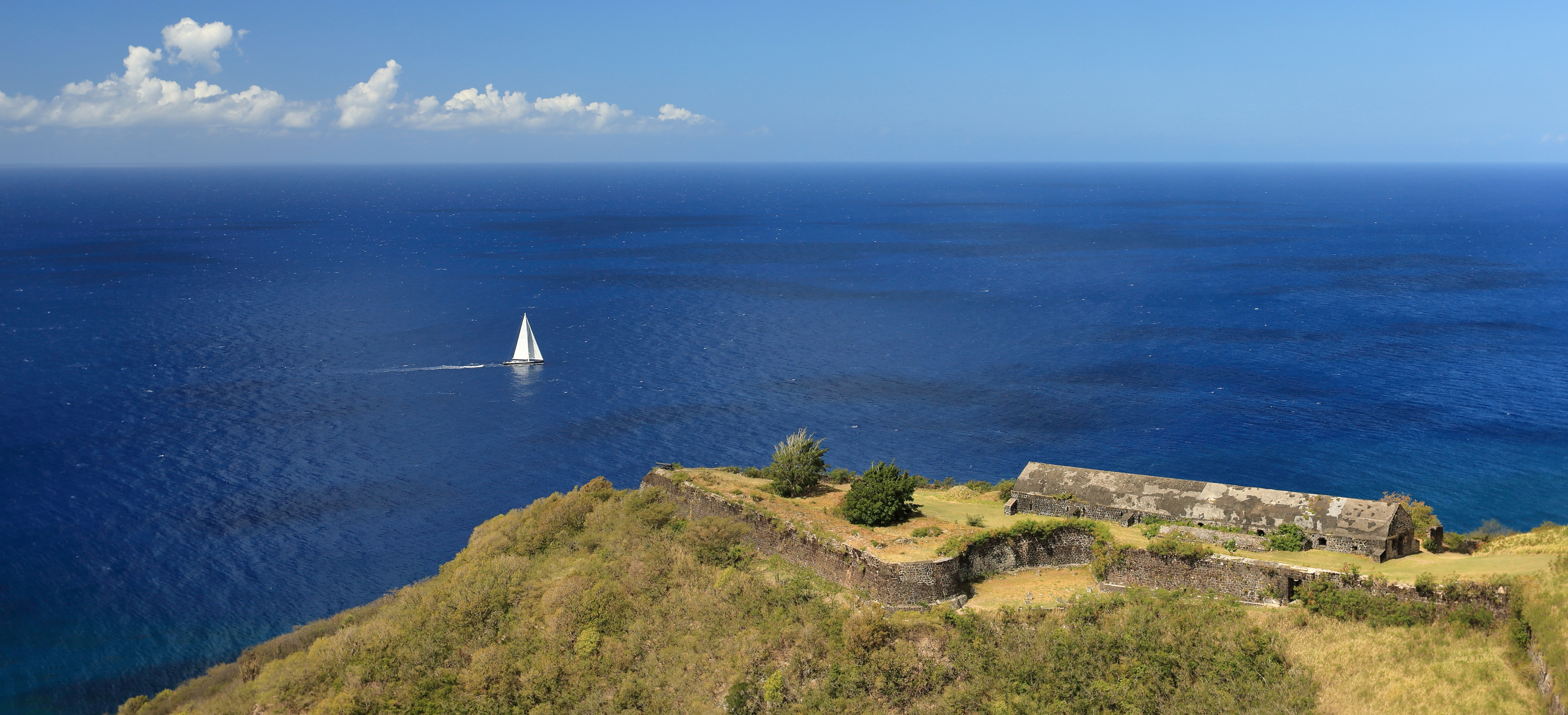
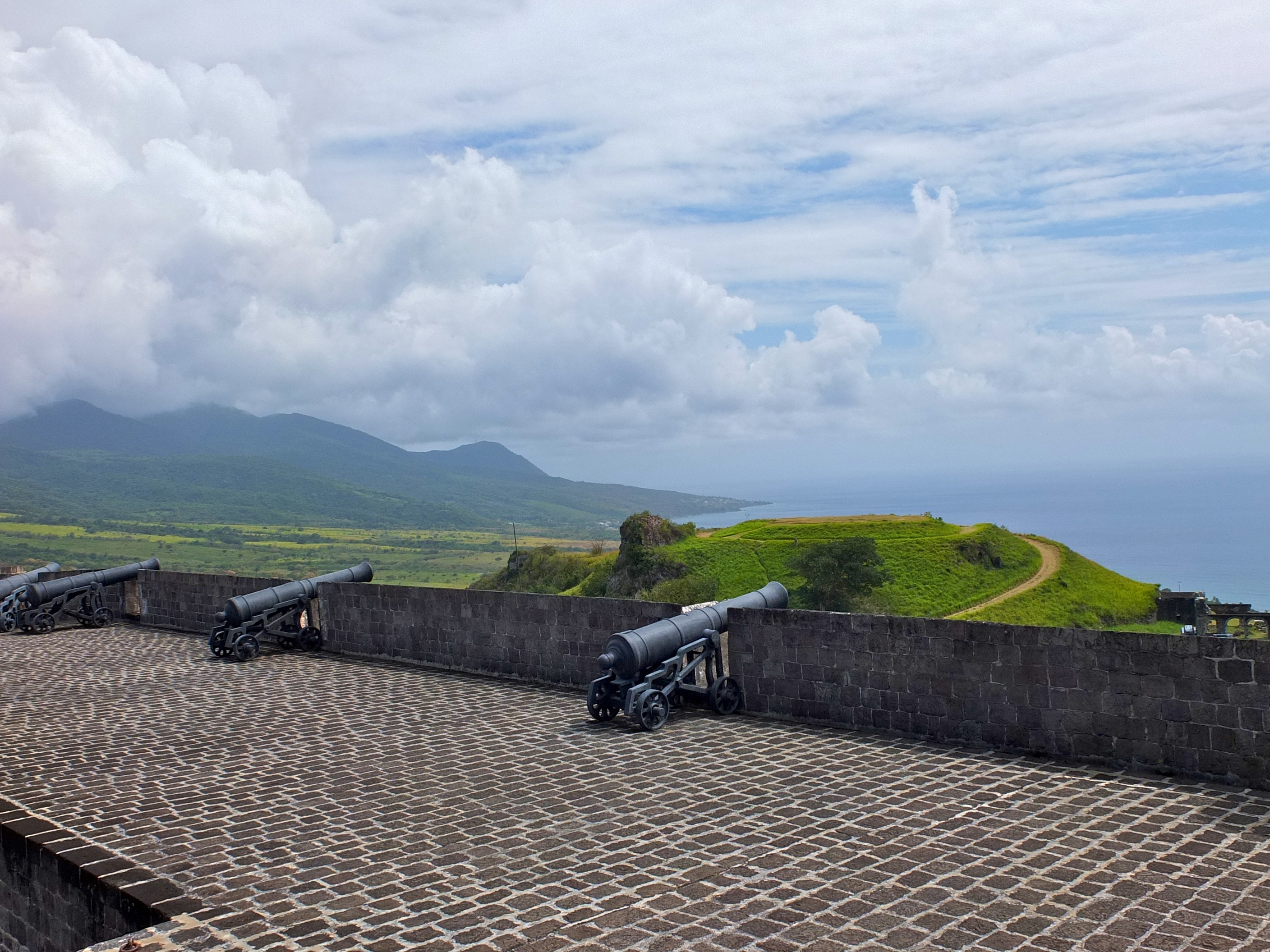
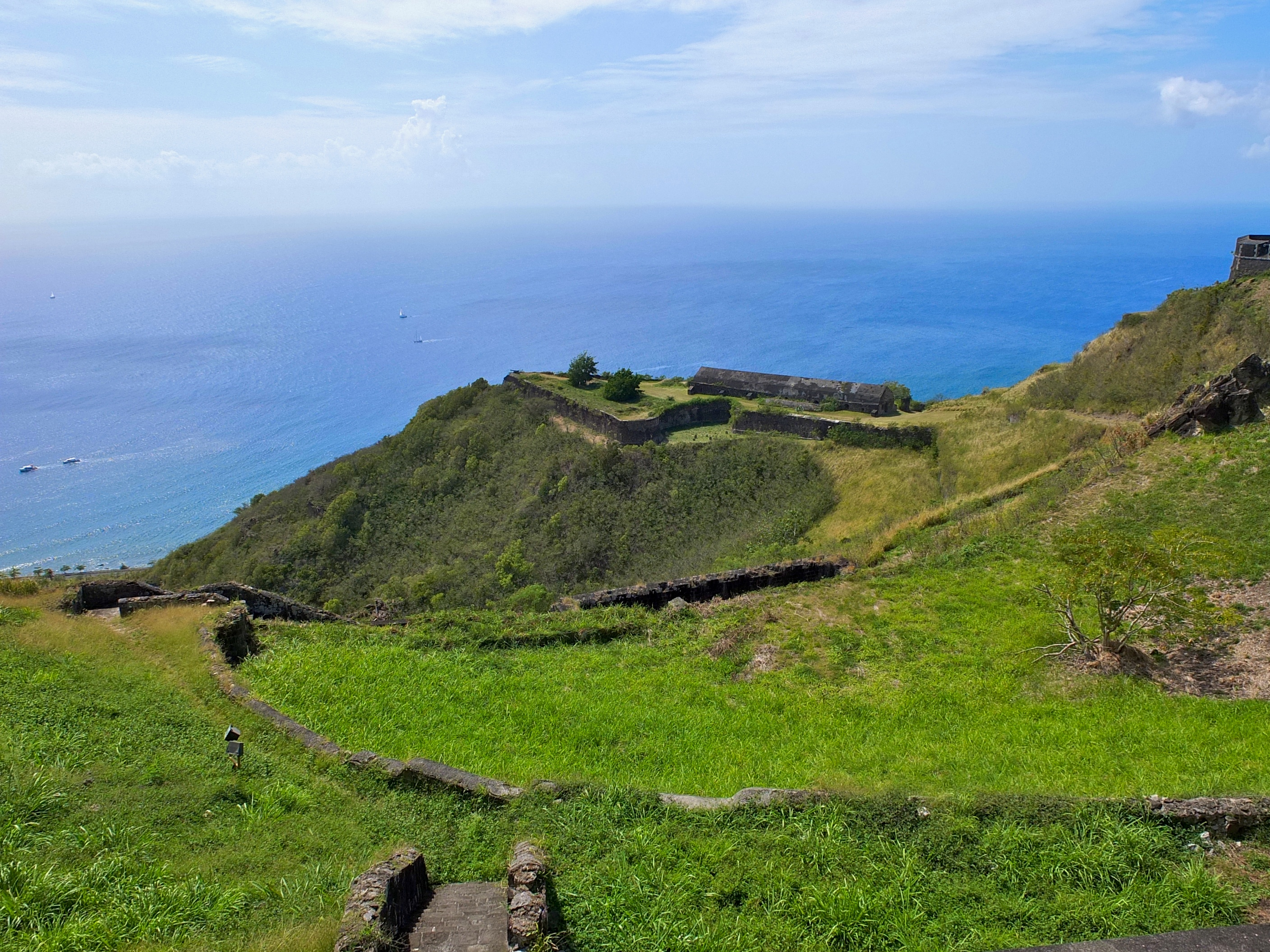

## روابط خارجية
- الموقع الرسمي لحديقة قلعة بريمستون هيل
- صور تل بريمستون